# スティーヴン・ヒル
スティーヴン・ヒル（Steven Hill, 本名：Solomon Krakovsky, 1922年2月24日 - 2016年8月23日）は、アメリカ合衆国の俳優である。

## 経歴
アメリカ合衆国ワシントン州シアトル出身。
1947年頃、アクターズ・スタジオでリー・ストラスバーグに師事する。この頃に、マーロン・ブランド、モンゴメリー・クリフト、ジュリー・ハリスらも居た。

## スパイ大作戦
TVドラマ『スパイ大作戦』の第1シーズンで、リーダーのダン・ブリッグス役を得る。しかし実生活の彼は、ユダヤ教を強く崇拝する信者であり、金曜日（安息日）に仕事をしない条件を契約としてつきつけていた。これらはスタッフとの間で確執になり、さらに撮影の途中でシーンを演じる事を拒否し、これがきっかけでのちに降板させられた。
その後俳優としての活動を一切やめ、約10年間映画・TVに出演していなかったが1977年にTVシリーズにゲスト出演し活動を再開した。
後任はピーター・グレイブスがジム・フェルプスを演じる事で、シリーズを確立した。降板させられる事を恐れもしなかったヒルは、交代劇をシーズン中に聞き、ショックを感じていたそうだ。
なお、ヒルの声を吹き替えた若山弦蔵は、引き続きグレイブスの声も行っている。

## LAW & ORDER
TVドラマ『LAW & ORDER』にアダム・シフ地方検事役で10年間出演しており、シーズン1から出演していたメインキャストの中では最も長く出演している。

## 主な出演作品
映画
- 愛の奇跡 A Child Is Waiting (1963)
- いのちの紐 The Slender Slead (1965)
- 目撃者 Eyewitness (1981)
- ベストフレンズ Rich and Famous (1981)
- 愛のイエントル Yentl (1983)
- りんご白書 Teachers (1984)
- ガルボトーク/夢のつづきは夢・・・ Garbo Talks (1984)
- アーノルド・シュワルツェネッガー/ゴリラ Raw Deal (1986)
- 夜霧のマンハッタン Legal Eagles (1986)
- 心みだれて Heartburn  (1986)
- 想い出のブライトン・ビーチ Brighton Beach Memoirs (1986)
- 旅立ちの時 Running on Empty (1988)
- THE BOOST 引き裂かれた愛 The Boost (1988)
- ぼくの美しい人だから White Palace (1990)
- ビリー・バスゲイト Billy Bathgate (1991)
- ザ・ファーム 法律事務所 The Firm (1993)